# Advanced Vital Vehicle Operation
Advanced Vital Vehicle Operation, kurz AVVO ist die technische Komponente von „ATO over ETCS“ für ist die „Automatisierung der Fahrzeugbedienung“. Diese Lösung von Siemens behält die schon entwickelten Komponenten für ETCS und ATO GoA2, und ergänzt sie um eine Fernsteuerung des Automatic-Driving-Modus. Für die standardisierten Schnittstellen von ATO over ETCS wurden weitere Lösungen erwartet.

## Komponenten
Die Überwachung am streckenseitigen AVVO-Bedienplatz nimmt die Rolle eines „Fern-Tf“ ein (englisch remote train driver). Vom Bedienplatz wird der fahrzeugseitige Teil des AVVO aktiviert und übernimmt automatisiert die Bedienhandlungen am ETCS-Steuergerät. Eine enge Kontrolle ist durch eine 5G-Funkverbindung gegeben.

## Geschichte
Schon bei der Vorstellung von „ATO over ETCS“ 2017 wurde angestrebt, dass die Ausrüstung von Strecken für den teilautomatisierten Betrieb GoA2 und den vollautomatischen Betrieb bis GoA4 kompatibel sein müssen. Es soll ein komponentenbasierte Ansatz gewählt werden, der die nachträgliche Hochrüstung von Fahrzeugen auf GoA4 ermöglicht.
Siemens hat für die Thameslinks-Linie eine GoA2-Strecke aufgebaut, die seit 2018 in Betrieb ist. Deren Ergebnisse sind als ATO over ETCS in die TSI CCS 2022 eingeflossen.
Für den vollautomatisierten Güterverkehr in Finnland sollte Proxion ab 2018 eine Strecke aufbauen. Die Inbetriebnahme für den Pilotbetrieb war für 2023 vorgesehen.
Zuerst umgesetzt wurde AVVO 2021 für die vollautomatische Kehrfahrt bei der S-Bahn Hamburg.
Die ursprüngliche Planung umfasste auch eine Umsetzung autonomen Fahrnes mit Goa4 auf einer Pilotstrecke bis 2022. Die Shift2Rail IP2 Projekte liefen bis 2023, um einen Demonstrator zu testen.
Am Digitalen ETCS-Knoten Stuttgart 21 werden bis 2026 zwei Prototypen für den vollautomatischen Betrieb bereitgestellt, ein Siemens Mireo Smart und ein Zug der S-Bahn Stuttgart. Ziel des Entwicklungsprojekts „AutomatedTrain“ sind zuerst vollautomatisierte Bereitstellungs- und Abstellungsfahrten von Zügen. Der Bund fördert mit rund 42,6 Millionen Euro. Am Digitalen Knoten Stuttgart ist auch die Hochrüstung auf 5G/FRMCS geplant, voraussichtlich im Zeitraum 2026 bis 2030.